# Brlog Ozaljski
Brlog Ozaljski is een plaats in de gemeente Kamanje in de Kroatische provincie Karlovac. De plaats telt 93 inwoners (2001).